# Bonga, o Vagabundo
Bonga, o Vagabundo é um filme brasileiro gravado em 1969, e lançado em 1971, dirigido por Victor Lima e estrelado apenas por Renato Aragão sem os outros três trapalhões Dedé Santana, Mussum e Zacarias.
A música do filme foi composta por Tony Osanah (na época, Sérgio Dizer) e gravada pelo grupo Beat Boys, do qual o mesmo era integrante.
Em 1982, Aragão lançou Os Vagabundos Trapalhões, considerado uma sequência deste filme por conter o personagem principal, Bonga, inspirado em Carlitos, de Charlie Chaplin. Este segundo filme, no entanto, já contava com as presenças de Dedé, Mussum e Zacarias.

## Sinopse
Bonga é um vagabundo que vive pelas ruas, sozinho e livre, sem compromissos, a não ser aplicar golpes ingênuos para poder comer. Quando ele está em frente a uma boate, conhece um playboy e com ele constrói uma grande amizade. O pai empresário desse rapaz pressiona o mesmo a casar-se e, então, com a ajuda do vagabundo Bonga bolam um plano para apresentar uma noiva falsa à família. Mas as coisas não correm como o esperado, complicam-se, e na hora Bonga leva até a casa do amigo uma outra amiga que conhecera nas ruas e pela qual é apaixonado.

## Elenco
- Renato Aragão - Bonga
- Maria Cláudia - Sônia
- Ronaldo Canto e Mello - Ricardo
- Neila Tavares - Maria Clara
- Jorge Dória - Dr. Paulo
- Leda Valle - Mãe de Ricardo
- Sergio Dizner - Biba
- Angelo Antônio - namorado de Maria Clara
- Orlando Drummond  - garçom bêbado do noivado
- Amândio - garçom do restaurante
- Lajar Muzuris - mordomo
- Monique Lafond
- Nilton Braga
- Beat Boys
- Fernando José - Médico da ambulância (não creditado)